# ذا تايمز
التايمز (بالإنجليزية: The Times) صحيفة بريطانية يومية رائدة تأسست في لندن عام 1785، تحت اسم السجل العالمي اليومي، ثم في الأول من يناير عام 1788 أصبحت تُدعى التايمز. كلا من التايمز وصنداي تايمز (تأسست عام 1821م) تنشرهما صُحُفْ التايمز، وهي شركة تابعة لأخبار المملكة المتحدة منذ عام 1981م، ومملوكة بالكامل لمجموعة نيوز كورب التي يرأسها روبرت مردوك. لا تشتاركا التايمز وصنداي تايمز في نفس هيئة التحرير، فكلا منهما تأسست بشكل مستقل، وأشتركا فقط في الملكية منذ عام 1967م.
في عام 1959م، قام مؤرخ الصحافة ألن نيفينز بتحليل أهمية جريدة التايمز في تشكيل إطلالات أحداث النخبة في لندن:
لأكثر من قرن من الزمان كانت صحيفة التايمز جزءا لا يتجزأ وذي أهمية بالغة من البنية السياسية لبريطانيا العظمى. كانت أخبارها وتعليقها الافتتاحيته تُنسَّق وبشكل عام بعناية، وجرى التعامل معها في معظم الأحيان بشكل جدي ومسؤول. وفي حين أن الصحيفة قد احتوت على بعض الأمور التافهة في أعمدتها، فقد كان تركيزها كله على الشؤون العامة المهمة التي جرى التعامل معها بعين المصلحة البريطانية. ومن أجل قيادة هذا الوضع التجريبي، كان على المحررين البقاء لفترة طويلة على اتصال ب10 شارع دونينغ

1. 
2. 
3. 
4. 
5. 
6. 
7. 
8. 
9. 
10. 
11. 

- الموقع الرسمي نسخة محفوظة 26 مارس 2007 على موقع واي باك مشين.

تايمز هي صحيفة وطنية يومية بريطانية نشرت لأول مرة في لندن عام 1785 تحت عنوان صحيفة ديلي يونيفرسال تسجيل (أصبحت صحيفة التايمز يوم 1 يناير 1788).

## معرض صور

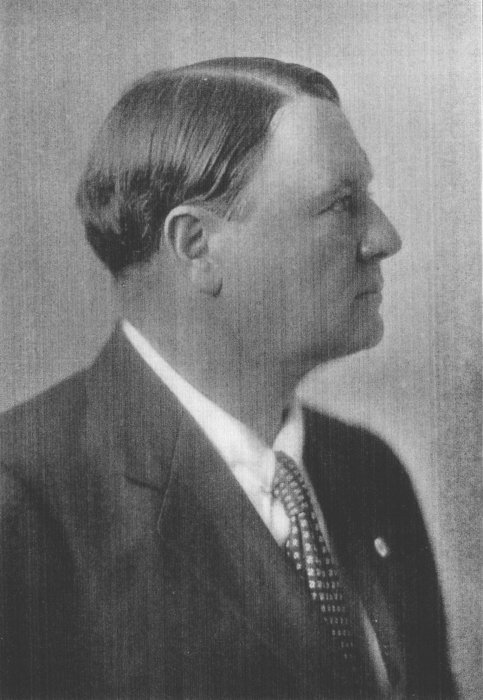
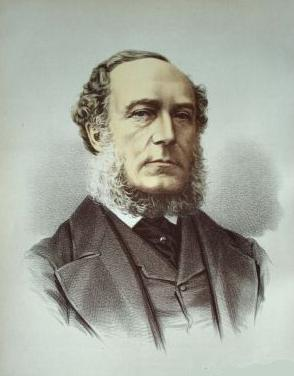
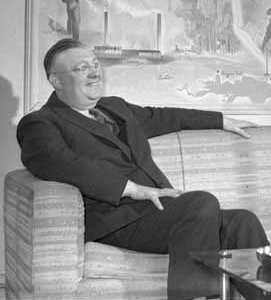
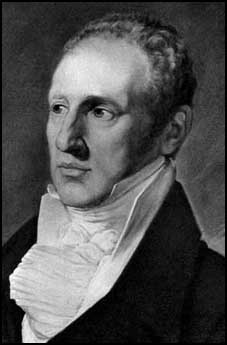
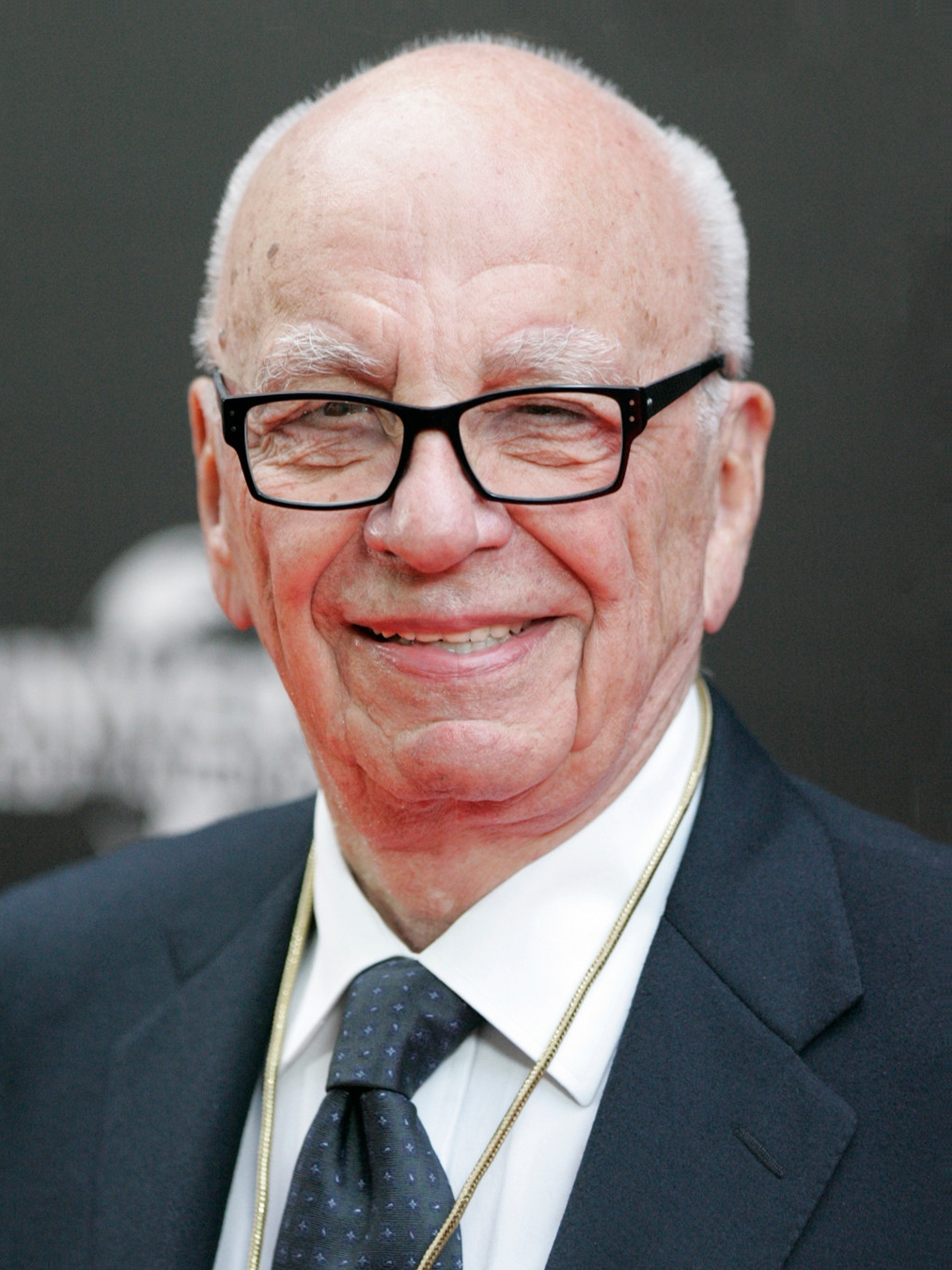
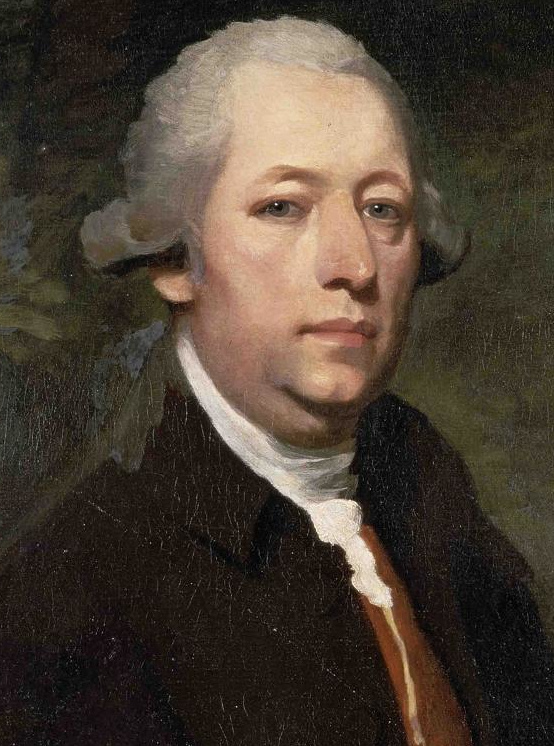